# 蒲原黑口魚
蒲原黑口魚，為黑頭魚科的其中一種，為深海魚類，分布於西北太平洋琉球海溝海域，深度892-1000公尺，體長可達34公分，棲息在中層水域，生活習性不明。

## 扩展阅读
維基物種上的相關：蒲原黑口魚